# Det sorte selskab
 Der er for få eller ingen kildehenvisninger i denne artikel, hvilket er et problem. Du kan hjælpe ved at angive troværdige kilder til de påstande, som fremføres i artiklen.

Det Sorte Selskab er en forening for dyrkelse af BDSM (SM) og BDSM-relaterede aktiviteter. Foreningen blev oprettet i 1989, og er oligarkisk. Foreningen stræber efter at have en meget høj grad af eksklusivitet og stil, samt være mystisk og lukket, i den forstand at kun medlemmer kender til alle aktiviteter i klubben, samt indretningen af denne.
Absolut diskretion er en af foreningens ”grundpiller” og medlemslisten holdes i høj grad hemmelig. Der skal ansøges skriftligt om medlemskab, hvorefter endnu et formøde afgører om optagelse er mulig. Optagelseskriterierne er, at ansøgerne har reel erfaring med udøvelse af BDSM, og har en dybereliggende forståelse for de psykologiske aspekter udi livsstilen, samt "har BDSM i hjertet".
Det Sorte Selskab tilstræber altid at have lige mange kvinder og mænd, lige mange Dominante (Herrer, Fruer, Sadist, Riggere) og submissive (slaver, slavinder, tøser, Masochister), samt en jævn aldersfordeling. I modsætning til andre BDSM-klubber, er fetich kun en mindre del af de aktiviteter der foregår; hovedvægt er på det, som i foreningen ofte kaldes ”klassisk BDSM”. Fokus er her i større grad seksuel, psykisk og fysisk underkastelse og dominans, samt Ds-relationer.
Af andre konkrete kendetegn for Det Sorte Selskab, kan det nævnes at der afholdes specifikke arrangementer, såsom "Krystalmiddag", "Upper Floor", "Eyes wide shut", "Sort Skole", samt "Tema-aftener om æstetiske og funktionelle slavindepositioner".